# HD 11506
HD 11506 is een gele dwergster in het sterrenbeeld Walvis. De ster is ongeveer 167 lichtjaar van de Aarde verwijderd.
De gasreus HD 11506 b is bij de ster ontdekt door middel van dopplerspectroscopie. De gasreus heeft een massa van ten minste drie keer die van Jupiter. De ontdekking werd in 2007 bekendgemaakt in de Verenigde Staten door Debra Fischer. In 2009 werd er een tweede exoplaneet bij de ster ontdekt, HD 11506 c, door middel van de bayesiaanse statistiek.